# クラブサンデー
『クラブサンデー』は、小学館が配信していたウェブコミック配信サイト。通称『クラサン』。

## 概要
『週刊少年サンデー』創刊50周年記念企画として2008年12月24日に『ソク読みサンデー』という名称で開設された。運営開始当初は無料配信（期間限定）で、会員登録は不要。閲覧形式はDOR。ちなみに、週刊少年誌としては初のウェブコミック配信サイトであった。
開始時の連載作品は、『週刊少年サンデー』にて連載された、『GOLDEN★AGE』と『呪法解禁!! ハイド&クローサー』の続編2作のみであった。
2009年3月25日にサービス拡充により独自の書き下ろし作品と『週刊少年サンデー超』（現在名は『週刊少年サンデーS』）掲載作品の配信を開始し、名称を『クラブサンデー』に変更した。2009年5月より会員登録が必要になる予定だったが、好評だったために会員登録制度はなくなった。
配信は週2回（火曜日・金曜日）更新。更新日別に複数の異なる作品を配信した。配信作は『週刊少年サンデーS』と同じく月刊ペースでの連載形式だった。
2016年7月13日に、ウェブコミック配信サイト『サンデーうぇぶり』の配信を開始したことにより、同年7月21日、週刊少年サンデー編集部は8月末限りで公開を終了することを表明。それに伴い『ポケットモンスターSPECIAL Ωルビー・αサファイア』『幻魔大戦 Rebirth』『忘却の涯て 16歳の自分への手紙』の3作は『サンデーうぇぶり』に移行、『市場クロガネは稼ぎたい』は『MangaONE』及び『裏サンデー』に移行した。そして表明通り、8月31日をもってクラブサンデーの配信は終了した。

### 配信内容
- 連載作品・読切作品 - 独自配信作品と『週刊少年サンデーS』並行掲載作品がある。掲載期間は2か月。近年は『週刊少年サンデー』で連載された作品が移籍連載されるケースも増えていた。
- 今週のサンデー - 『週刊少年サンデー』同一週発売号の連載作品のうち一つが更新毎に配信された。2016年7月12日をもって配信終了。最後の配信作品は『古見さんは、コミュ症です。』だった。

## 掲載作品
読切作品については独自作品・『週刊少年サンデーS』並行掲載作品とも割愛する。連載作品のうち『週刊少年サンデーS』並行掲載作品については週刊少年サンデーS#連載作品（2009 - 連載開始）を、「今週のサンデー」掲載作品については週刊少年サンデー#連載作品をそれぞれ参照のこと。

### 独自連載作品
- 作品名の順番に関しては連載開始順に従い、その次に作品名の50音順に従う。

|    | 作品名                                                                                             | 作者（作画）                                             | 原作者など                                       | 開始           | 終了           | 注記                                                                               |
| -- | -------------------------------------------------------------------------------------------------- | -------------------------------------------------------- | ------------------------------------------------ | -------------- | -------------- | ---------------------------------------------------------------------------------- |
| 1  | GOLDEN★AGE                                                                                         | 寒川一之                                                 | —                                                | 2008年12月24日 | 2009年08月25日 | 『ソク読みサンデー』からの継続連載作品                                             |
| 2  | 呪法解禁!! ハイド&クローサー                                                                       | 麻生羽呂                                                 | —                                                | 2008年12月24日 | 2009年07月03日 | 『ソク読みサンデー』からの継続連載作品                                             |
| 3  | 幻影少年                                                                                           | 万乗大智                                                 | —                                                | 2009年03月25日 | 2011年02月01日 |                                                                                    |
| 4  | 夏草ホームベース                                                                                   | 平手将之                                                 | —                                                | 2009年03月31日 | 2010年03月16日 |                                                                                    |
| 5  | 本日のギャグのおすすめ                                                                             | 遊眠                                                     | —                                                | 2009年03月31日 | 2015年01月16日 |                                                                                    |
| 6  | まにまに                                                                                           | 松浦聡彦                                                 | —                                                | 2009年04月03日 | 2010年02月16日 |                                                                                    |
| 7  | サムライナンバー11                                                                                 | 野田宏                                                   | —                                                | 2009年04月07日 | 2010年04月06日 |                                                                                    |
| 8  | 銀塩少年                                                                                           | 後藤隼平                                                 | —                                                | 2009年04月10日 | 2010年02月09日 | 『週刊少年サンデー超』同時連載に移行                                               |
| 9  | ポップコーンアバター                                                                               | 星野倖一郎                                               | —                                                | 2009年04月14日 | 2011年08月02日 |                                                                                    |
| 10 | M・S DOLLS                                                                                         | 菅原健二                                                 | —                                                | 2009年04月21日 | 2010年02月05日 | 『週刊少年サンデー超』同時連載に移行                                               |
| 11 | 紅の騎士ロックウェル                                                                               | 灘谷航                                                   | —                                                | 2009年04月24日 | 2010年06月22日 |                                                                                    |
| 12 | やおよろっ!                                                                                        | なつみん                                                 | —                                                | 2009年05月29日 | 2011年04月12日 | 『週刊少年サンデー』から移行                                                       |
| 13 | ★★★のスペシャリテ                                                                                  | 谷古宇剛                                                 | —                                                | 2009年07月17日 | 2009年10月23日 | 『週刊少年サンデー』から移行                                                       |
| 14 | 旅行解禁!! ハイド&クローサー                                                                       | 麻生羽呂                                                 | —                                                | 2009年09月01日 | 2010年03月19日 |                                                                                    |
| 15 | アーティスト アクロ                                                                                | 桜井亜都                                                 | —                                                | 2009年11月03日 | 2010年03月16日 | 『週刊少年サンデー』から移行                                                       |
| 16 | DCD                                                                                                | 田口ケンジ                                               | —                                                | 2009年11月24日 | 2013年10月01日 | 第1回クラブサンデー新人王                                                          |
| 17 | いつわりびと◆空◆                                                                                   | 飯沼ゆうき                                               | —                                                | 2010年02月19日 | 2013年09月03日 | 『週刊少年サンデー』から移行                                                       |
| 18 | UNDEAD                                                                                             | 寺嶋将司                                                 | —                                                | 2010年03月02日 | 2010年10月05日 | 『週刊少年サンデー超』同時連載から移行                                             |
| 19 | ジオと黄金と禁じられた魔法                                                                         | 桐幡歩                                                   | —                                                | 2010年03月09日 | 2010年10月08日 | 『週刊少年サンデー』から移行                                                       |
| 20 | 青血のハグルマ                                                                                     | 果向浩平                                                 | —                                                | 2010年04月23日 | 2012年08月10日 |                                                                                    |
| 21 | 闘莉王物語                                                                                         | 山仲剛太（作画）                                         | 工藤晋（原作）                                   | 2010年04月23日 | 2010年05月18日 | 1話は『週刊少年サンデー』にも掲載                                                  |
| 22 | ソワチネ                                                                                           | 吉祥寺笑                                                 | —                                                | 2010年06月18日 | 2011年10月07日 |                                                                                    |
| 23 | ツール!                                                                                            | 大谷アキラ                                               | 栗村修（監修）                                   | 2010年11月05日 | 2011年11月04日 | 『週刊少年サンデー』から移行                                                       |
| 24 | ナニコレ!?JAPAN〜カワイイは日本を救う〜                                                            | 中田ミノル                                               | 櫻井孝昌（監修）                                 | 2011年01月18日 | 2011年12月23日 |                                                                                    |
| 25 | 揉み払い師                                                                                         | 空詠大智                                                 | —                                                | 2011年01月25日 | 2011年12月27日 |                                                                                    |
| 26 | 永遠の!                                                                                            | 夏川結真                                                 | —                                                | 2011年03月18日 | 2011年12月09日 |                                                                                    |
| 27 | T.R.A.P.                                                                                           | 大和屋エコ                                               | —                                                | 2011年03月25日 | 2011年06月03日 | 『週刊少年サンデー』から移行                                                       |
| 28 | CRIMSONS外伝［River Side Story］                                                                   | 菅野孝典                                                 | —                                                | 2011年04月19日 | 2012年07月17日 |                                                                                    |
| 29 | アニメコミック・もしドラ〜もし高校野球の女子マネージャーがドラッカーの『マネジメント』を読んだら〜 | プロダクションI.G（アニメーション制作） 飯塚裕之（構成） | 岩崎夏海（原作）                                 | 2011年04月26日 | 2011年05月27日 |                                                                                    |
| 30 | 怪体真書Ø                                                                                          | 険持ちよ                                                 | —                                                | 2011年05月10日 | 2011年11月11日 | 『週刊少年サンデー』から移行                                                       |
| 31 | ぐっじょぶ!                                                                                        | 大谷じろう                                               | —                                                | 2011年06月28日 | 2012年08月21日 |                                                                                    |
| 32 | でぃしぃでぃ                                                                                       | 田口ケンジ                                               | —                                                | 2011年12月06日 | 2012年08月31日 |                                                                                    |
| 33 | 市場クロガネは稼ぎたい                                                                             | 梧桐柾木                                                 | —                                                | 2012年02月28日 | 2016年08月23日 | 第2回クラブサンデー新人王 2013年11月19日より『裏サンデー』でも連載・その後完全移行 |
| 34 | STEEL RAIN                                                                                         | 金泰乾（作画）                                           | 梁宇皙（原作）                                   | 2012年03月02日 | 2012年10月26日 | DORを使っておらず、縦スクロールで読める                                            |
| 35 | サイボーグ009 完結編 conclusion GOD'S WAR                                                          | 早瀬マサト・ シュガー佐藤・ 石森プロ（作画）             | 石ノ森章太郎・ 小野寺丈（原作）                  | 2012年04月13日 | 2014年02月04日 | 第1話から第9話までの作画を早瀬マサト、第10話からの作画をシュガー佐藤が担当         |
| 36 | おにゃのこ                                                                                         | 近江のこ                                                 | —                                                | 2012年04月27日 | 2014年02月25日 |                                                                                    |
| 37 | 黄金の酔拳士                                                                                       | 太陽まりい                                               | —                                                | 2012年05月11日 | 2013年07月19日 |                                                                                    |
| 38 | 風の色                                                                                             | 林光黙 （著者）                                          | 郭在容（原案）                                   | 2012年05月22日 | 2013年05月24日 |                                                                                    |
| 39 | 少女恋愛変異                                                                                       | 大月悠祐子                                               | —                                                | 2012年05月25日 | 2013年08月06日 |                                                                                    |
| 40 | ENT. 檻の鍵が外されたK能界                                                                         | 姜恩英（作画）                                           | 朴美叔（原作） Ylab（企画）                      | 2012年05月29日 | 2013年09月13日 | 作画の姜恩英が急病のため、第20話から原作の朴美叔が作画も担当                       |
| 41 | アニメコミック・ルパン三世vs.名探偵コナン                                                          | TMS（アニメーション制作） 飯塚裕之（構成）               | モンキー・パンチ・ 青山剛昌（原作）              | 2012年08月28日 | 2012年09月18日 |                                                                                    |
| 42 | GAN☆KON                                                                                            | 菅原健二                                                 | —                                                | 2012年08月31日 | 2012年09月28日 | 『週刊少年サンデー』から移行                                                       |
| 43 | 実録!シーフードを飼う男                                                                            | そにしけんじ                                             | —                                                | 2012年09月25日 | 2013年07月26日 |                                                                                    |
| 44 | おすもじっ!◆司の一貫◆                                                                              | 加藤広史（作画）                                         | 鹿賀ミツル（原作・構成）                         | 2013年04月05日 | 2013年07月05日 | 『週刊少年サンデー』から移行                                                       |
| 45 | 拷問椅子探偵                                                                                       | 湖山倫啓                                                 | —                                                | 2014年04月18日 | 2014年10月17日 |                                                                                    |
| 46 | 幻魔大戦 Rebirth                                                                                   | 早瀬マサト・ 石森プロ（作画）                            | 平井和正・ 石ノ森章太郎（原作） 七月鏡一（脚本） | 2014年08月05日 | 2016年06月24日 | 『サンデーうぇぶり』に移行                                                         |
| 47 | 神のみぞ知るセカイ on the train                                                                    | 若木民喜                                                 | —                                                | 2014年09月19日 | 2014年11月07日 |                                                                                    |
| 48 | キャプテン・アース                                                                                 | 中西寛（作画）                                           | BONES（原作）                                    | 2014年10月24日 | 2015年04月17日 | 『週刊少年サンデー』から移行                                                       |
| 49 | ポケットモンスターSPECIAL オメガルビー・アルファサファイア                                         | 山本サトシ（漫画）                                       | 日下秀憲（シナリオ）                             | 2015年01月06日 | 2016年07月05日 | 『サンデーうぇぶり』に移行                                                         |
| 50 | スーパースーパーブルーハーツ                                                                       | 山田玲司                                                 | —                                                | 2015年01月23日 | 2015年07月21日 |                                                                                    |
| 51 | 深淵の空                                                                                           | 金宣希（漫画）                                           | 尹仁完（原作）                                   | 2015年04月03日 | 2015年11月13日 | DORを使っておらず、縦スクロールで読める                                            |
| 52 | 七海の623                                                                                          | がっきー                                                 | —                                                | 2015年04月07日 | 2015年09月29日 | 新世紀少年サンデーコミックグランプリ優勝                                           |
| 53 | 忘却の涯て 16歳の自分への手紙                                                                      | 江川達也                                                 | —                                                | 2016年03月11日 | 2016年07月08日 | 『サンデーうぇぶり』に移行                                                         |

## クラブサンデー新人王決定戦
新人漫画家による読者参加型人気投票トーナメント。総合No1になった作家には、『週刊少年サンデー超』または『クラブサンデー』での連載権が与えられる。

### 第1回 2009年7月28日 - 2009年8月31日
エントリーされた作品の中から読者アンケートにより週ごとに1位2位を決め、4週分の計8作品が出揃ったところで総合王座決定戦が行われた。

#### 1週目（Aブロック）2009年7月28日 - 2009年8月3日
- NOBUNAGA（松本勇祐）
- うちのチワワ（黒葉星図）
- つりらば（田口ケンジ） 1位通過
- とうとう（浦山慎也）
- ドクロな君と!（空詠大智）
- ネガティブファイター（三原健）
- 嘘つきは本能の始まり（小野寺真央）
- 改造貴族 豪火ケン（太田大助）
- 死神さんの時限爆弾（猫砂一平） 2位通過

#### 2週目（Bブロック）2009年8月4日 - 2009年8月10日
- バカ兄コンプレックス（村市） 2位通過
- OH!MYマザー（富士昴）
- 梅田卓球場物語（夾竹桃ジン）
- ぶっとべ! フィーエルヤッペン部（猫砂一平）
- ぼくらのヒーロー（佐倉準）
- ニワトリ帚星（果向浩平）
- D.O.U.M（小林裕和） 1位通過
- 飛ぶがごとく（森田滋）
- 三年契約（葛城一）
- 悪魔の家庭教師（橋本時計店）

#### 3週目（Cブロック）2009年8月11日 - 2009年8月17日
- 今日も小吉!（遠藤和之）
- 紳士競艇（森園フミコ） 1位通過
- 蒼空のサンタマリア（団野博人）
- 花は散れども（小野ハルカ） 2位通過
- シヴァっ娘!（広嶋トウジロウ）
- フィールドのハリネズミ（高橋拓也）
- ポーターズ（深代千唐）
- HERO事始!!（高倉陽樹）
- ハナクソプリンス（逢坂知之）
- 豪速球の打ち方、教えます。（桐谷将一）

#### 4週目（Dブロック）2009年8月18日 - 2009年8月24日
- アカメ－今ボクは夕日を見る－（嵐真吾）
- エンジ（河西孝裕）
- ゼンの神話（中西真智子）
- 冥途から（葛城一） 1位通過
- 玩具修理師（小澤淳）
- 幸子（空詠大智）
- エガオノカタチ（一銀）
- 薬女（磯西仁） 2位通過
- サンシャインスケアクロウ（今山我楽多）

#### 5週目（総合王座決定戦） 2009年8月25日 - 2009年8月31日
※エントリーは各ブロックの1位通過、2位通過作品のため割愛。
- つりらば（田口ケンジ） 第1回新人王

### 第2回 2009年12月25日 - 2010年1月15日
2009年9月から2009年12月までにクラブサンデーで掲載された読切全36作の中から勝ち抜いたアンケート結果上位の12作による総合王座決定戦が行われた。
- 閂誠の魔法使い指南書（梧桐柾木） 第2回新人王（第1位）
- kid（田島七枝） 第2位
- 神降ろし（高倉陽樹）
- ナイトメア（白船正樹）
- お涙頂戴!（狩野恵輔）
- 落第キューピッド（富士昴）
- GOAL RUSH（山仲剛太）
- うろな（藤沢明）
- 不思議探偵芥（片桐了）
- 味塩ヒーロー（近江のこ）
- 時空球児（夾竹桃ジン）
- 桜が咲いたら（一銀）

### 第3回 2010年8月3日 - 9月13日
2010年上半期に掲載された読切全33本中、☆平均4.0以上の上位12作品をAブロック、Bブロックに分けそれぞれのブロックの一位の作品を決定。その2作品で決選投票を行う。

#### Aブロック 2010年8月3日 - 2010年8月16日
- フラワー×フラワメント（狩野恵輔）1位通過
- ハガネ騒動（高村律欧）
- サンスポット！（佐倉準）
- 柊化目録（広嶋トウジロウ）
- 仁義なきクリスマス（藤沢明）
- 不本意ヒーロー伝 ハヤセ・トランス（空詠大智）

#### Bブロック 2010年8月17日 - 2010年8月30日
- バケがく！（西尾洋一）1位通過
- 鴨川デルタ（黒田高祥）
- 絶対領域を駆る者たち！（板倉吉高）
- 恋シミュ！（西川彰）
- 鍛 TETSU（白船正樹）
- あまやどり（たか）

#### 決選投票 2010年9月7日 - 2010年9月13日
※エントリーは各ブロックの1位通過作品のため割愛。
- フラワー×フラワメント（狩野恵輔）第3回新人王

### 第4回 2011年7月29日 - 2011年8月29日
2011年上半期に掲載された読切作品中、☆平均4.1以上の上位12作品をAブロック、Bブロックに分けそれぞれのブロックの一位の作品を決定。その2作品で決選投票を行う。

#### Aブロック 2011年7月29日 - 2011年8月8日
- ぎゃんすくパニック！（村市）1位通過
- けせらせら（浦山慎也）
- くちなわ祭りの約束（岡村美里）
- 破界蟲（たか）
- クロとビャク（西川彰）
- しまらっつ！（下山文吾）

#### Bブロック 2011年8月9日 - 2011年8月18日
- 3A WORKS（高野智）
- 絡手（磯西仁）1位通過
- ガラスの楽艶（牧山博隆）
- 皇帝＋ペンギン（阿久津少林）
- アララギ譚（雲峰はつ）
- 0512（山田鐘人）

#### 決選投票 2011年8月23日 - 2011年8月29日
※エントリーは各ブロックの1位通過作品のため割愛。
- ぎゃんすくパニック（村市）第4回新人王

## クラサン杯
全国のまんが系スクールから学内選抜された作品をクラブサンデーに掲載し、読者の投票とクラサン杯事務局の審査によって優秀作を決定する。第1回は2010年4月27日から、第2回は2011年4月26日から、第3回は2012年4月24日から、第4回は2013年4月26日から、第5回は2014年5月30日から、第6回は2015年6月16日から、第7回は2016年6月7日から開始された。

### エントリー校

#### 第1回からのエントリー校
- 専門学校札幌マンガ・アニメ学院
- 専門学校デジタルアーツ仙台
- 国際アート&デザイン専門学校
- 宇都宮アート&スポーツ専門学校
- 国際テクニカルデザイン専門学校・自動車専門学校
- 文星芸術大学
- 専門学校デジタルアーツ東京
- 宝塚大学東京メディア・コンテンツ学部
- 東京アニメーションカレッジ専門学校
- 東京デザイナー学院
- あいち造形デザイン専門学校
- トライデントデザイン専門学校
- 名古屋造形大学
- 大垣女子短期大学
- 大阪デザイナー専門学校
- 神戸芸術工科大学
- 中国デザイン専門学校
- 専門学校穴吹デザインカレッジ
- YICキャリアデザイン専門学校
- 別府大学

#### 第2回からのエントリー校
- 東北生活文化大学高等学校
- 仙台デザイン専門学校
- 総合学園ヒューマンアカデミー東京校
- マンガ専門校日本マンガ塾
- 総合学園ヒューマンアカデミー横浜校
- 総合学園ヒューマンアカデミー名古屋校
- 専門学校日本マンガ芸術学院
- 名古屋総合デザイン専門学校
- 大阪アニメーションスクール
- 大阪アニメーションカレッジ専門学校
- 専門学校岡山情報ビジネス学院
- 穴吹情報デザイン専門学校
- 麻生情報ビジネス専門学校
- 総合学園ヒューマンアカデミー那覇校

#### 第3回からのエントリー校
- 仙台コミュニケーションアート専門学校
- 宇都宮メディア・アーツ専門学校
- 桐生大学短期大学部
- 長岡造形大学
- 東京工学院専門学校
- 日本コンピュータ専門学校
- 九州デザイナー学院
- 福岡デザインコミュニケーション専門学校

#### 第4回からのエントリー校
- 東京ゲームデザイナー学院
- 日本工学院専門学校
- 大阪芸術大学
- 河原デザイン・アート専門学校
- 日本デザイナー学院 九州校

#### 第5回からのエントリー校
- 総合学園ヒューマンアカデミー仙台校
- 専修学校インターナショナルデザインアカデミー
- 倉敷芸術科学大学
- 大原情報デザインアート専門学校
- 大原情報医療保育専門学校 和歌山校
- 大原テクノデザインアート専門学校
- 大原情報デザインアート専門学校 金沢校
- 徳山大学

#### 第6回からのエントリー校
- 大原簿記法律専門学校 京都校
- 日本アニメ・マンガ専門学校

#### 第7回からのエントリー校
- 東京工芸大学芸術学部マンガ学科
- 京都精華大学
- 神戸芸術工科大学まんが表現学科
- 総合学園ヒューマンアカデミー福岡校
- 学校法人東京町田学園町田・デザイン専門学校
- 代々木アニメーション学院 大阪校